# ハサン・イブン・アリー
ハサン・イブン・アリー・イブン・アビー＝ターリブ（アラビア語: حسن بن علي بن أﺑﻲ طالب　、624年 または 625年 2月29日 – 669年3月26日）は、アリー・イブン・アビー＝ターリブとファーティマ・ザフラーの子で、ムハンマドの初孫。スンナ派からは第5代正統カリフとして、また大部分のシーア派ムスリムから第2代イマームとして扱われるが、弟フサインを第2代として扱うシーア派分派もある。いずれにせよアフル・アル＝バイト（ムハンマドの「御家」の人々）としてスンナ派とシーア派の双方で重要な人物である。

## 出自
ハサン・イブン・アリーが生まれたのは、西暦622年のヒジュラから約2年後である。父はムハンマドの従兄弟であり信頼篤いアリー、母はムハンマドの娘ファーティマ・ザフラーであった。
ハサン・イブン・アリーは、ムハンマドの初孫にあたる。シーア派伝承によれば、ハサンの名は神の示唆を受けてムハンマドが名付けたという。ハサンはアラビア語で「凛々しい」を意味する。
ハサンと弟フサインは祖父ムハンマドに大いに愛されたといい、これを示す多くのハディースや口承伝承が残る。またハサンとフサインが、楽園において若者たちの指導者となるであろうとするハディースもある。シーア派は、ハサンを外套のハディースにおける4人のうちの1人と信じる。

### 系図
| ムハンマド | ムハンマド | ムハンマド | ムハンマド | ムハンマド | ムハンマド |              |              |              |              |              |              | ハディーシャ | ハディーシャ | ハディーシャ | ハディーシャ | ハディーシャ | ハディーシャ |          |          |          |          |          |          |  |  |  |  |  |  |  |  |  |  |  |  |  |  |  |  |  |  |
| ムハンマド | ムハンマド | ムハンマド | ムハンマド | ムハンマド | ムハンマド |              |              |              |              |              |              | ハディーシャ | ハディーシャ | ハディーシャ | ハディーシャ | ハディーシャ | ハディーシャ |          |          |          |          |          |          |  |  |  |  |  |  |  |  |  |  |  |  |  |  |  |  |  |  |
|            |            |            |            |            |            |              |              |              |              |              |              |              |              |              |              |              |              |          |          |          |          |          |          |  |  |  |  |  |  |  |  |  |  |  |  |  |  |  |  |  |  |
|            |            |            |            |            |            | ファーティマ | ファーティマ | ファーティマ | ファーティマ | ファーティマ | ファーティマ |              |              |              |              |              |              | アリー   | アリー   | アリー   | アリー   | アリー   | アリー   |  |  |  |  |  |  |  |  |  |  |  |  |  |  |  |  |  |  |
|            |            |            |            |            |            | ファーティマ | ファーティマ | ファーティマ | ファーティマ | ファーティマ | ファーティマ |              |              |              |              |              |              | アリー   | アリー   | アリー   | アリー   | アリー   | アリー   |  |  |  |  |  |  |  |  |  |  |  |  |  |  |  |  |  |  |
|            |            |            |            |            |            |              |              |              |              |              |              |              |              |              |              |              |              |          |          |          |          |          |          |  |  |  |  |  |  |  |  |  |  |  |  |  |  |  |  |  |  |
|            |            |            |            |            |            |              |              |              |              |              |              |              |              |              |              |              |              |          |          |          |          |          |          |  |  |  |  |  |  |  |  |  |  |  |  |  |  |  |  |  |  |
|            |            |            |            |            |            | ハサン       | ハサン       | ハサン       | ハサン       | ハサン       | ハサン       |              |              |              |              |              |              | フサイン | フサイン | フサイン | フサイン | フサイン | フサイン |  |  |  |  |  |  |  |  |  |  |  |  |  |  |  |  |  |  |
|            |            |            |            |            |            | ハサン       | ハサン       | ハサン       | ハサン       | ハサン       | ハサン       |              |              |              |              |              |              | フサイン | フサイン | フサイン | フサイン | フサイン | フサイン |  |  |  |  |  |  |  |  |  |  |  |  |  |  |  |  |  |  |
|            |            |            |            |            |            |              |              |              |              |              |              |              |              |              |              |              |              | アリ―    |          |          |          |          |          |  |  |  |  |  |  |  |  |  |  |  |  |  |  |  |  |  |  |
|            |            |            |            |            |            |              |              |              |              |              |              |              |              |              |              |              |              |          |          |          |          |          |          |  |  |  |  |  |  |  |  |  |  |  |  |  |  |  |  |  |  |

## カリフ職をめぐって
父アリーが現在のイラク南部の軍営都市クーファで没すると、当地のアリー支持者達はハサンを後継のカリフとして忠誠を誓い、アリーとカリフ職を争っていたムアーウィヤの脅威となった。ムアーウィヤは指揮下にあるシリア、パレスティナ、ヨルダンの指揮官らに自らの勢力につき、戦いに備えるよう申し渡す一方、若いハサンに対し、カリフ職継承を断念するよう書簡を送っている。ハサンにカリフ職継承を断念させることができれば、ムアーウィヤは内乱の危機を回避することができる。さらに、戦ってハサンを屈服させれば絶対的権力を手中にできるものの、正当性に疑問符がつき問題が尾を引いてしまうからである。
しかし交渉は進まず、ムアーウィヤは6万と号される軍をハサンに差し向け、一方のハサンもこれに対して軍を送った。両軍は、サバト近郊で対峙することとなる。
この緊張の時期、ハサンは共同体の分裂を憎み、支持者らに同意できないとしてもなおハサンの命に従うよう訴えたといわれる。これを降伏への手配りと捉えて、ハサンに反抗して刃を向ける者もいた。ハサンは負傷したものの、忠誠を誓う兵士らによって守られた。これにより反逆者らを誅することができたが、他にもウバイドゥッラーのようにムアーウィヤにつく指揮官もいた。

### 平和の手紙
両軍のあいだに数度の衝突はあったが、雌雄を決するものではなかった。ムアーウィヤは、戦いが多くの人命を損ない人口を減らすことを憂慮し、二人のクライシュ族の男性を停戦交渉のためハサンの許へ送った。ハサンも自身が負傷し、また自軍内の不満が高まったこともあり、もとより長く続く内乱の終結は望むところであり、最終的に停戦交渉をもつことにした。スンナ派学者によれば、ハサンはムアーウィヤがクルアーンとスンナに従うこと、ムアーウィヤの死後にカリフ職選任のシューラー（集会）がもたれるべきこと、そしてハサンの支持者に対するいかなる報復をも禁ずることを条件にしたという。そして、彼は自分のために後継者を選ぶべきではありません。シーア派学者はさらに、ムアーウィヤ没後ハサンが生存していればハサンへ、ハサン没後であれば弟フサイン・イブン・アリーにカリフ職を返還することも条件であったという。
ムアーウィヤはクーファへ進軍し、当地のムスリムに自身への忠誠（バイア）を要求した。またハサンにも、反抗的なハワーリジュ派との戦いにおいてムアーウィヤへの支持を強制しようとしている。ハサンはこれに対して書簡を送ったという。「私は、正統な権利の主張による戦いさえも、平和と調和のために断念した。そのような私があなたとともに戦うとお思いか」と。

### ハサンはスンナ派カリフか？
ほとんどのカリフ年代記はハサンをカリフに含めない。ハサンがカリフ職を称したのはごく短期間であり、またイスラーム帝国のわずかな部分に承認されたに過ぎず、やがてムアーウィヤのカリフ職を承認している。しかし一部のスンナ派史家、たとえばスユーティー、イブン・アラビー、イブン・カスィールらはハサンをムアーウィヤの前代カリフとして認める。12イマーム派シーア派ムスリムでは、ハサンを無謬の12イマームの一人とする。

## 配偶者の数
ハッサンの妻の数については意見の相違がある。
歴史的報告とそれらの比較に基づいて、マドルングはハッサンの結婚の歴史的順序を述べており、それによればハッサンの6人の女性との結婚は証明可能である。
は200人以上という説を挙げている。ガッザーリは、ムハンマドが、ハサンが自分に似て、フサインはアリーに似たと述べたというハディースを引きながら、ハサンの多婚は預言者ムハンマドに似たものであるとしている。
バケル シャリーフは、この点に関するナレーションの文書を調べることにより、これらのナレーションは偽物であり、アッバース朝によって作成されたこのナレーションのグループはハッサン家に反対している可能性があるという結論に達した。
ウィルフレッド・マドルングは、引用された数をばかげて非現実的であると説明している。マドルングは、6人の妻が最も正確な数であると考えている。
イラン百科事典によると、ハッサンは他の人との取引と同様に、妻との取引において忍耐と寛大さを選択した。

## 倫理的特徴
歴史的なナレーションによると、ハッサンは外見と道徳において預言者に非常に似ていたので、ムハンマドは彼の説明の中であなたは性格と気質において私に似ていると言った。ハッサンが到達した名誉のピークに到達した人は誰もいない。 彼の寛容さは、マーワンの侮辱に対する彼の行動など、バニ・ハシェムの敵に直面しても見ることができます。ハッジ・マヌシェリは、そのような場合のハッサンの寛容は、知性と状況の正しい理解によるものと思われると言います。彼は自分の勇気をアリ・イブン・アビ・タリブの息子だと考えており、父親はハッサンの勇気を称賛しています。彼の禁欲主義と信心深さは、彼が彼のすべての富を貧しい人々に数回分配したと伝えられているようなものでした。彼は死、復活、そして地獄の説明を聞くことによって変容しました。
イラン百科事典では、ウィルフレッド・マドルングはハッサンがムハンマドの気質を持っていたと信じており、父親のアリの政策を批判した。
ジャファリアンはそのようなナレーションを偽物だと考えています。彼によると、これらのナレーションで提示された画像は、アリとアシュラの顔を破壊し、オスマン帝国の傾向に賛成した人々によって使用された可能性があります。
タバタバイは、ハッサンとフセインの行動の比較について次のように書いています。
そしてこのようにして、一部のナレーターが2人（イマームハッサンとイマームフセイン）が反対し、イマームフセインとは異なり、イマームハッサンが平和を好んだと言ったことは間違っていることが明らかになります。 ある日ヤズィードと和解しなかったイマーム・フセインは、弟のイマーム・ハッサン（ムアウィヤと10年も過ごした）のようにムアウィヤの支配下で10年を過ごし、決して反対しなかったことがわかるからです。

## ハサンの死
ハサンは669年（若干の史料では670年）、マディーナに没したとするのが史家の説である。マディーナの預言者モスク（マスジド・アン＝
ナバーウィー）に対する有名なジャンナトゥル・バキー墓地に葬られた。

### 毒殺説
ほとんどの初期の情報源は、死因は毒であると考えています、とウィルフレッド・マドルングは書いています。それによるとムアーウィヤはカリフ職を息子ヤズィード・イブン・ムアーウィヤへと相続することを望み、ハサンをその障害と考えて殺害をもくろんだ。ムアーウィヤはハサンの妻ジャーダ・ビント・アル＝アシュアース・イブン・カイスに通じ、毒殺をけしかけた。ジャーダはムアーウィヤの提案通り、蜂蜜に毒を混ぜ合わせてハサンに供した、というものである。マデルングは毒を盛ったのは、別の妻スハイル・イブン・アムルの娘、あるいは従者によるとする伝承についても指摘しており（pp. 331-3）、さらにバラーズリーやワーキディーなども引用している。マデルングは歴史研究者でもシーア派伝承を多く受け入れているが、ハサンの毒殺説についても、有名な初期イスラーム史家タバリーが人々の信仰に揺らぎを与えることをおそれて隠蔽したものと考えている。
ジャーダは黄金とヤズィードとの結婚が約束されていたという。金銭と権力に誘われた彼女はダマスカスのムアーウィヤの宮廷へと急いだ。しかしムアーウィヤは約束を違えて、別の男性と結婚させてしまった、というものである。
一部のスンニ派の情報筋は、ハッサンの死は病気によるものであり、ムアーウィヤは何もしなかったと述べています。

### 新しい研究
2016年、米国のナシュア大学のニコール・バークらによる研究チームは、医学的毒物学の証拠と歴史的文書を調べて、ハッサン・ビン・アリの死の原因がカロメルによる中毒であることがわかりました(塩化水銀(I))で作られたビザンチンでした。 ハッサン・ビン・アリの政治的暗殺を企てることへのムアーウィヤの関与を証明しています。

### 葬地をめぐって

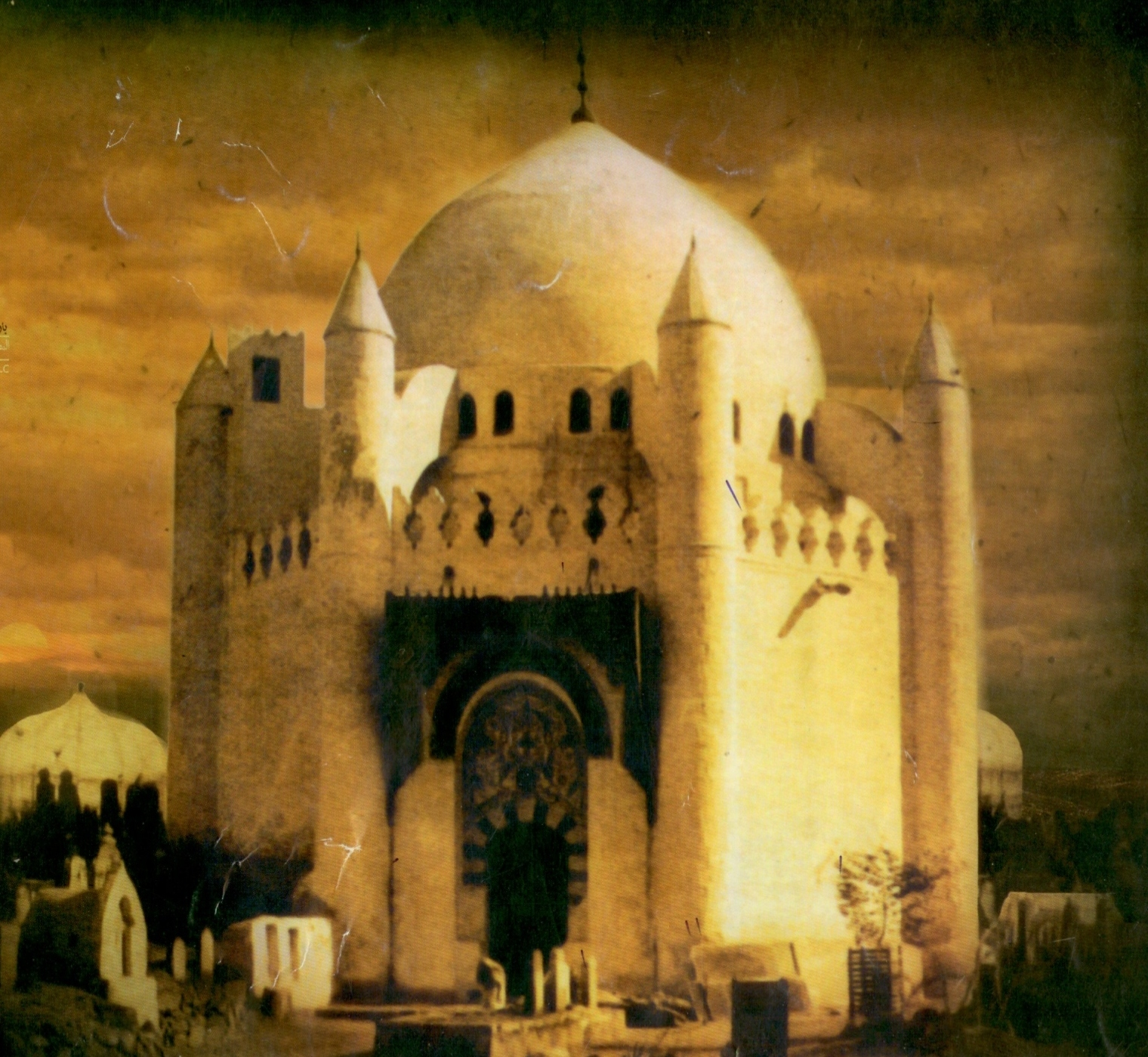
破壊される前のバキヤ墓地にあるハッサンと他の3人のジャンナトゥル・バキー墓地。

シーア派では葬地を巡って次のようにいう。ハサンはその死の前に、可能であれば祖父・預言者ムハンマドに並んで葬ってほしいとの願いを口にした。当時、預言者の墓のまわりに誰かを葬るについては、ムハンマドの妻アーイシャの許可が必要であった。しかしハサンについてはアーイシャがこれを拒絶した。ムアーウィヤに任じられたマディーナの統治者は、預言者に並んでハサンが葬られることを防ぐために部隊を派遣した。こうしてハサンの家族は別の場所への埋葬を余儀なくされ、ジャンナトゥル・バキー墓地へと埋葬した。一部の情報筋によると、兵士たちはハッサンの遺体に発砲した。

### ハッサンの墓

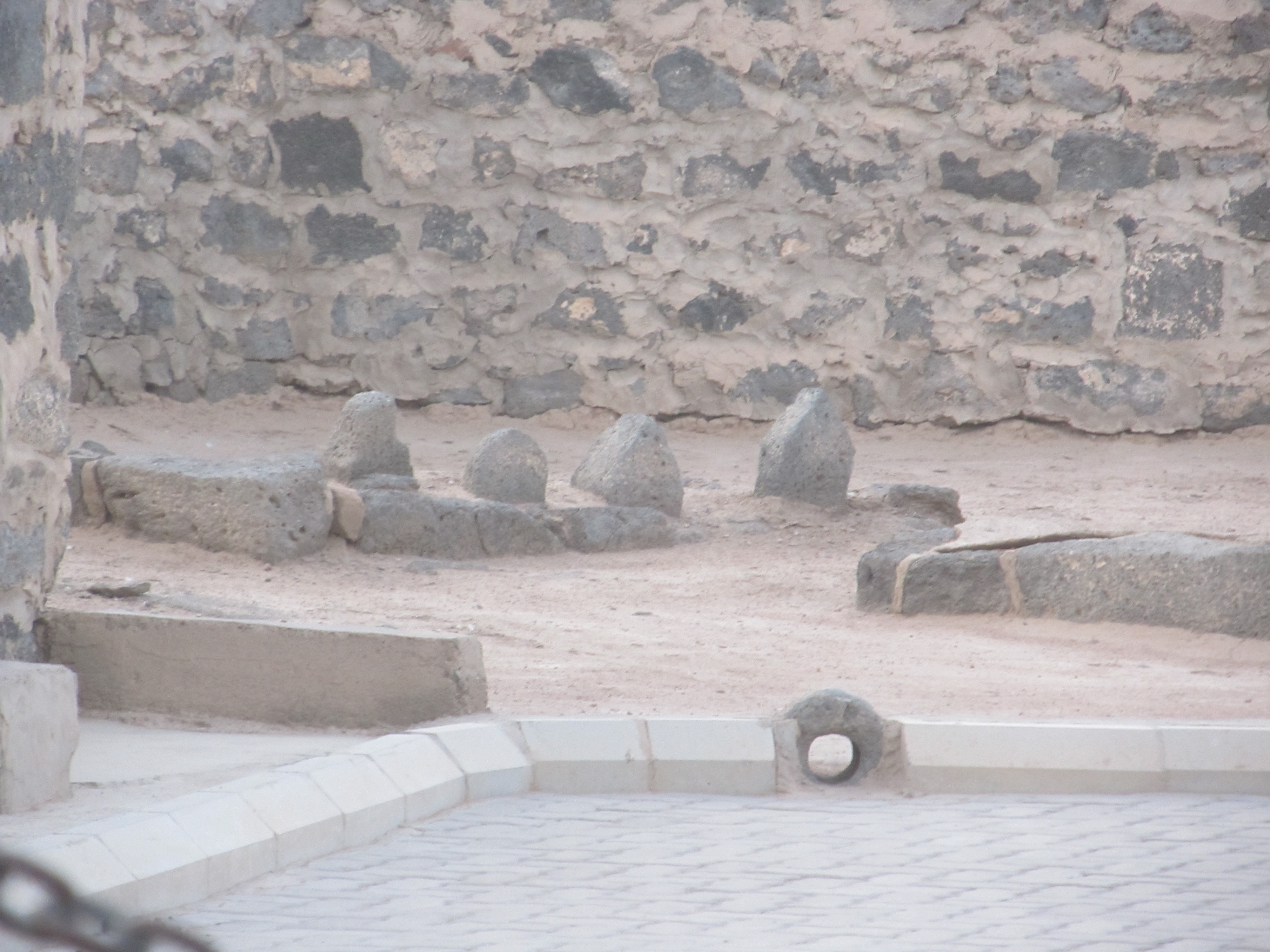
バキヤ墓地にあるハッサンと他の3人のジャンナトゥル・バキー墓地

ハッサンの墓は特にシーア派の巡礼地となり、その上に大きなドームが建てられました。 しかし、ドームは1806年と1927年にワッハーブ派によって2度破壊されました。

## スンナ派での評価
スンナ派ではハサン・イブン・アリーはアフル・アル＝バイト、そしてサハーバ（教友）のひとりとして崇敬される。またスンナ派学者の一部は先述のようにアリーによる指名を根拠として、第5代カリフとしての栄誉を与えている。

## シーア派での評価
テレビシリーズ:  タンハータリーン・サルダールは、ペルシア語、アラビア語、トルコ語および同時音声によるウルドゥー語、字幕スーパーでの英語、スペイン語、スワヒリ語版がある。このシリーズでは、父の悲劇から説き起こし、ハサンをめぐる数々の政治的事件、イマームとしてのハサン、ムアーウィヤとの停戦、その死と埋葬までを描く。イランの連続テレビドラマとして制作され、全19話、DVDで7巻組である。
シーア派ではハサン・イブン・アリーについて非常に肯定的に扱う。ハサンは第2代イマームであり、また殉教者とされる。

## 参考資料
1. 1 2  キターブ・アル＝イルシャード, シャイフ・ムフィード
2. ↑  イブン・アアサム IV, p. 153. Other numbers:
3. ↑  ブハーリーの真正集 3:49:867
4. ↑  『Madelung, Wilfred (2004). "ḤASAN B. ʿALI B. ABI ṬĀLEB". Encyclopædia Iranica. ۱۲ (first ed.). Bibliotheca Persica Press. p. ۲۶–۲۷. ISBN 1568590504. Retrieved 5 July ۲۰۱۲.』。
5. ↑  “Imam Hasan bin 'Ali”. www.al-islam.org. 2021年9月5日閲覧。
6. ↑  マデルング The Succession to Muhammad 1997 pp. 324-325
7. 1 2  。

スユーティー,  The Khalifas who took the right way page 9 and History of the Caliphs Vol 12
イブン・アラビー, Sharh Sunan al-Tirmidhi 9:68-69 ref
イブン・カスィール, The Beginning and the End Vol 6 page 249-250
このようなごく短期間、あるいは部分的な承認によるカリフの例としてはムアーウィヤ2世、アブドゥッラー・イブン・ズバイルをあげることができる。
8. ↑  『مادلونگ، ویلفرد (۱۳۸۶). جانشینی حضرت محمد (ص). ترجمهٔ احمد نمایی، جواد قاسمی، محمدجواد مهدوی، حیدررضا ضابط. شابک ۹۷۸-۹۶۴-۹۷۱-۱۰۳-۴.』بنیاد پژوهش‌های اسلامی。
9. ↑  『現代に生きるイスラームの婚姻論―ガザーリーの「婚姻作法の書」訳注解説』青柳かおる、2003、東京外国語大学アジア・アフリカ言語文化研究所、P60-P61
10. ↑  『مهدوی دامغانی و باغستانی، «حسن بن علی امام»، دانشنامهٔ جهان اسلام، ۱۳.』。
11. ↑  『Madelung, Wilfred (2003). "Ḥasan b. ʿAli b. Abi Ṭāleb"  Retrieved 7 November 2018.』Encyclopædia Iranica。
12. 1 2  『Madelung, Wilfred (2003). "Ḥasan b. ʿAli b. Abi Ṭāleb". Retrieved 7 November 2018.』Encyclopædia Iranica.。
13. ↑  『مرتضی عاملی، سید جعفر (۱۴۱۴). الحياة السياسية للامام الحسن عليه السلام. .』دارالسیره。
14. ↑  『محمدزاده، مرضیه (۱۳۸۷). «شخصیت قرآنی امام حسن (ع)» (PDF). بینات. پانزدهم (شستم): ۸-۴۰.』。
15. ↑  『تاره، مسعود؛ پاکتچی، احمد؛ حاج منوچهری، فرامرز؛ مسعودی آرانی، عبدالله (۱۳۹۲). «حسن (ع)، امام». در موسوی بجنوردی، کاظم. دائرةالمعارف بزرگ اسلامی. ۲۰. تهران: مرکز دائرةالمعارف بزرگ اسلامی. صص. ۵۳۲–۵۶۵. شابک ۹۷۸-۶۰۰-۶۳۲۶-۱۹-۱.』。
16. ↑  『قرشی، باقر شریف (۱۳۵۳). زندگانی حسن بن علی علیه السلام. ترجمهٔ فخرالدین حجازی. تهران: بعثت.』。
17. ↑  『Madelung, Wilfred (2004). "Ḥosayn b. ʿAli i. Life and Significance in Shiʿism". In Yarshater, Ehsan. Encyclopædia Iranica. Fasc. 5. XII. New York: Bibliotheca Persica Press. pp. 493–498.』。
18. ↑  『جعفریان، رسول (۱۳۷۸). تاریخ سیاسی اسلام. ۲. قم: دفتر نشر الهادی. شابک ۹۶۴-۴۰۰-۱۰۷-۹.』。
19. ↑  『طباطبایی، سید محمدحسین (۱۳۸۸). شیعه در اسلام. به کوشش هادی خسروشاهی. قم: بوستان کتاب قم. شابک ۹۷۸-۹۶۴-۵۴۸-۹۰۸-۱.』。
20. ↑  『مهدوی دامغانی، محمود؛ باغستانی، اسماعیل (۱۳۸۸). «حسن بن علی، امام». در حداد عادل، غلامعلی. دانشنامه جهان اسلام. ۱۳. تهران: بنیاد دائرةالمعارف اسلامی.』。
21. ↑  “Imam Hassan”. www.shia.org. 2021年9月4日閲覧。
22. ↑  “ムアーウィヤによるハサン殺害への関心を示す兆候はなく、自然死でないとの確証のない限り、ハサンの毒殺を命じたとすることはできない。”. 2021年9月4日閲覧。
23. ↑  Burke, Nicole; Golas, Mitchell; Raafat, Cyrus L.; Mousavi, Aliyar (2016-07-01). “A forensic hypothesis for the mystery of al-Hasan’s death in the 7th century: Mercury(I) chloride intoxication” (英語). Medicine, Science and the Law 56 (3):  167–171. doi:10.1177/0025802415601456. ISSN 0025-8024. PMC 4923806. PMID 26377933.
24. ↑  『قرشی، باقر شریف (۱۴۱۳). حیاة الإمام الحسن بن علی علیهماالسلام: دراسة و تحلیل. ۲. بیروت: دارالبلاغه.』。
25. ↑  「タンハータリーン・サルダール」（ペルシア語。もっとも孤独なる指導者）別名"Imam AlHassan bin Ali (as)", "Yalnız İmam (HZ. İMAM HASAN)", "The Loneliest Commander" and/or "The Most Lonely Commander".